# Антипино (Алтайский край)
Анти́пино — село в Тогульском районе Алтайского края. Административный центр Антипинского сельсовета.

## География
Село расположено на левом берегу реки Чумыш. Через все село проходит старичное озеро Маяк. К востоку от села проходит автодорога Р367. Ближайшие населённые пункты — деревни Аксёново, Бураново, Колонково, Мартыново.

### Улицы
| - Береговая - Замаячье - Комсомольская - Макарова - Молодёжная - Новая | - Озёрная - Октябрьская - Садовая - Советская - Филатова - Южная |  |

## История
Село основано в 1824 году. Прежние названия: деревня Антипина, посёлок Бокоёрзово. По воспоминаниям старожилов в деревню Бокоёрзово приехали 5 братьев Антипиных с семьями, дети Ильи Антипина и постепенно деревня стала называться Антипино.

## Население
| 1997  | 1998  | 1999  | 2000  | 2001  | 2002  |
| ----- | ----- | ----- | ----- | ----- | ----- |
| 1655  | ↘1640 | ↗1645 | ↗1650 | ↘1644 | ↘1616 |
| 2003  | 2004  | 2005  | 2006  | 2007  | 2008  |
| ↘1596 | ↘1582 | ↘1555 | ↘1545 | ↗1560 | ↘1551 |
| 2009  | 2010  | 2011  | 2012  | 2013  |       |
| ↘1514 | ↘1419 | ↗1420 | ↘1403 | ↗1412 |       |

## Предприятия
В селе располагается Алтайское краевое ГУП «Антипинское» и входящий в него одноимённый свинокомплекс.